# Ошикото
Ошикото (на английски: Oshikoto) е един от тринадесетте региона на Намибия. Административен център е Цумеб. Площта му е 38 685 квадратни километра, а населението – 181 973 души (по преброяване от август 2011 г.). Северната част на региона е земеделска, докато в южната част е развито живтновъдството и особено отглеждането на говеда. В района е развита и медодобивната и преработвателна промишленост. Двата района на региона са ареала на културното и историческо развитие на народа ндонга. Хората са добвали мед още от древни времена като са произвеждали различни предмети за бита и украси за тялото.
Омахунгу е главната житница на север, а говедовъдството е най-добре развито в южните райони Цумеб и Мангети. Успоредно с това в Цумеб е развита медодобивната и преработвателна промишленост.
Инфраструктурата в региона е добре развита. Павиран главен път пресича от север на юг региона като по този начин го свързва с южна Намибия. Националната телекомуникационна мрежа достига до Цумеб. Има планове за изграждане на оптичен кабел до административния център Ошакати на съседната провинция Ошана.
Населението на региона започва бурно да расте особено през последните години. Освен в Цумеб и Онийпа населението е концентрирано в гъсто населени територии по протежението на главния път на региона.
Ошикото е един от трите региона на Намибия, които нямат външни граници. Съседните му региони са както следва:
- Охангвена е на север.
- Окаванго е на изток.
- Очосондюпа е на югоизток.
- Кунене е на югозапад.
- Ошана е на запад.

Регионът е разделен на десет избирателни окръга:
- Енгоди с 14 995 жители
- Гуинас с 8435 жители
- Оканголо с 12 926 жители
- Олуконда с 9094 жители
- Омунтеле с 21 884 жители
- Омутия с 23 384 жители
- Онайена с 15 684 жители
- Онийпа с 23 913 жители
- Ониания с 13 474 жители
- Цумеб с 14 113 жители